# Les Eyzies-de-Tayac-Sireuil

Abri Pataud Les Eyzies de Tayac-Sireuil.

Les Eyzies-de-Tayac-Sireuil là một xã của Pháp, nằm ở tỉnh Dordogne trong vùng Aquitaine của Pháp. Xã này có diện tích 37,44 km2, dân số năm 2007 là 839 người. Xã nằm ở khu vực có độ cao trung bình 74 m trên mực nước biển.

## Thông tin nhân khẩu
| Năm    | 1962  | 1968  | 1975 | 1982 | 1990 | 1999 | 2007 |
| ------ | ----- | ----- | ---- | ---- | ---- | ---- | ---- |
| Dân số | 1 091 | 1 004 | 886  | 858  | 853  | 909  | 839  |